# Cohicaleyrodes padminiae
Cohicaleyrodes padminiae es un hemíptero de la familia Aleyrodidae, con una subfamilia: Aleyrodinae.
Fue descrita científicamente por primera vez por Phillips & Jesudasan in David, Jesudasan & Phillips en 2006.